# La comunidad secreta (novela de Philip Pullman)
La Comunidad Secreta es una novela de fantasía escrita por Philip Pullman publicada en inglés el 3 de octubre de 2019 y en español el 19 de marzo de 2020.
Es el segundo volumen de una trilogía a completar, El Libro de la Oscuridad. La Comunidad Secreta sigue a Lyra Lenguadeplata y al doctor Malcolm Polstead, ambos residiendo en la Universidad de Oxford: ella como estudiante en el Saint Sophia’s College y él como profesor en el Durham College. Este volumen de la trilogía transcurre 20 años después de los eventos de La Bella Salvaje y siete años de El Catalejo Lacado.

## Trasfondo
La historia se desenvuelve en un universo paralelo dominado por el Magisterio (llamado normalmente ‘’la Iglesia’’), una teocracia internacional que persigue activamente la herejía. En este mundo, las almas humanas existen fuera de sus cuerpos en la forma de seres sentientes llamados daimonions que tienen forma animal y acompañan, ayudan y confortan a sus humanos. Un mecanismo argumental importante es el Aletiómetro, o lector de símbolos: un instrumento similar a una brújula o reloj, de cuyo tipo sólo se conocen seis en el mundo de Lyra. Al apuntar con tres manecillas del aletiómetro a los diversos símbolos en torno a su circunferencia, un practicante entrenado puede plantear preguntas, que son respondidas mediante el movimiento de una cuarta manecilla alrededor del dial. 
Siete años después del final de El Catalejo Lacado, Lyra Lenguadeplata, previamente conocida como Lyra Belacqua, es universitaria en Oxford, donde estudia el aletiómetro. El joven Malcolm Polstead, personaje principal de La Bella Salvaje, ahora es doctor y profesor de historia en la universidad, en el Durham College, aunque Lyra no es consciente de su papel en su vida veinte años antes, cuando la cuidó durante los eventos del primer libro.
Lyra admira el trabajo de prominentes filósofos, que están ganando popularidad a través de Europa, que proponen que la racionalidad es la única manera correcta de entender el universo, y avanzan que los daimonions son una ilusión compartida por todos los humanos que carece de sustancia real. La relación entre Lyra y su daimonion, Pantalaimon, ha cambiado durante los meses previos. Durante los sucesos de El Catalejo Lacado, Lyra y Pantalaimon consiguen la capacidad de separarse libremente el uno del otro (lo que normalmente sólo es posible hacer unos pocos metros), y el segundo ha tomado la costumbre de vagar por el campo de noche sin Lyra.

## Argumento
La historia inicia una noche, cuando Pan, mientras recorre Oxford, presencia el asesinato de un hombre llamado Roderick Hassall a manos de dos agentes del Magisterio. Antes de morir, Hasall entrega a Pan una cartera, pidiendo que no deje que caiga en las manos equivocadas. En el interior de la misma, Pan y Lyra encuentran un ticket perteneciente a una taquilla de una estación de tren, de la cual, consiguen extraer un diario y una lista de direcciones. 
Leyendo el diario, Lyra y Pan descubren que Hasall era un jardinero que había participado en la investigación de unas rosas especiales que crecían en el desierto de Karamakán; cuyo aceite, estaba vinculado con el Polvo. En los últimos meses, el comercio de estas rosas ha sido amenazado por el ataque de los misteriosos “hombres de las montañas”, quienes han estado masacrando y destruyendo estas plantaciones a su paso. En su viaje por el desierto de Karamakán, Hasall y su socio Strauss encontraron una misteriosa ciudad habitada por daimonions abandonados conocida como Hotel Azul, así como un extraño edificio rojo donde los humanos debían renunciar a sus daimonions para poder entrar, pero sin esperanza alguna de salir de allí. Strauss consiguió entrar, pero antes de desaparecer, había encomendado a Hasall que volviera a Oxford e informara de lo ocurrido con las plantaciones de rosas. Tristemente, fue asesinado por los agentes del Magisterio antes de que pudiera terminar su misión.
A lo largo de los días siguientes, Lyra hace frente a grandes revelaciones: por un lado, su inevitable expulsión del Jordan College por parte del nuevo decano (debido a que los fondos que tenía para su educación se han agotado); y por otro, los temibles sucesos que vivió durante la Gran Inundación cuando sólo era un bebé. Esta historia es contada por Malcolm Polstead (ahora profesor de Historia y agente de Oakley Street), Hannah Relf (profesora de Lyra) y la Sra. Lonsdale (antigua cuidadora de Lyra en el Jordan College), quien se revela como Alice. Al volver a su habitación en el Jordan, Lyra descubre que los agentes del Magisterio la han saqueado en busca (sin éxito) de la mochila de Hasall, y Malcolm decide enviarla a La Trucha para protegerla.
Durante su estancia en la vieja posada, la tensa relación entre Lyra y Pan llega a su cenit, con Pan acusando a Lyra de haberse vuelto apática, triste e ilusa por culpa de su obsesivo interés por las obras de filósofos modernos. A la mañana siguiente, Pan ha desaparecido, dejando a Lyra una sola nota que dice “He ido a buscar tu imaginación”. Creyendo que Pan la estará esperando en el Hotel Azul, Lyra pide ayuda a Dick Orchard (un antiguo amante) para que convenza al abuelo de éste, Giorgio Brabandt, de que la ayude a salir del país a bordo de su embarcación Dama de Portugal. Así lo hace, y Lyra acaba llegando a los Fens, donde se reencuentra con Ma Costa y Coram van Texel, quien la otorga un pequeño bastón como arma de defensa. No obstante, el Magisterio entra en los Fens en busca de Lyra, y ésta se ve obligada a seguir su viaje hacia el este en busca de respuestas. Por su parte, Malcolm se compromete a encontrar a Lyra y protegerla, mientras investiga también el creciente malestar que está ocurriendo con las plantaciones de rosas.
Mientras todo esto sucede, Marcel Delamare, tío de Lyra y un ambicioso cardenal del Magisterio, descubre que el aceite de rosas permite ver el Polvo y encomienda a un joven aletiometrista llamado Olivier Bonneville (hijo de Gerard Bonneville) a que encuentre a su sobrina por medio de su instrumento, creyendo que Lyra fue responsable de la muerte de su hermana. Probando el “nuevo método” para leer el aletiómetro, Olivier descubre que Lyra y Pan se han separado, y decide actuar por cuenta propia yendo en busca del daimonion desaparecido. 
Pan, que se encontraba en Wittenberg en busca del novelista Gottfried Brande, lo acusa de haber corrompido a Lyra por medio de sus absurdas ideas, pero Brande ignora con miedo al daimonion, autoconvenciéndose a sí mismo de que sólo es un producto de su imaginación. Sin saber qué hacer a continuación, Pan se dispone a colarse en un barco de regreso a casa pero es capturado por Bonneville, quien a su vez, es arrestado y torturado por los agentes del Tribunal Consistorial de Disciplina, creyendo que éste ha traicionado a Delamare. Olivier consigue probar su inocencia, pero al momento de ser liberado, descubre con horror que Pan ha escapado de la celda. Pocos días después, Pan conoce a una refugiada llamada Nur Huda el-Wahabi, quien también ha perdido a su daimonion, y juntos deciden emprender el viaje al Hotel Azul, esperando encontrar allí a sus respectivas mitades. 
En Ginebra, todas las fuerzas del Magisterio se reúnen por primera vez en siglos para elegir un líder único, siendo investido el Patriarca de Constantinopla, san Simeón. Malcolm, haciéndose pasar por periodista, entrevista al filósofo Simon Talbot, pero éste lo termina reconociendo y alerta a Delamare. Malcolm se ve obligado a huir de la ciudad. 
Por su parte, Lyra continúa su viaje hacia el Este en busca de Pan, valiéndose de las direcciones del cuaderno de Hassall y siendo ayudada por simpatizantes de Oakley Street, así como por personas que han sido separadas de sus daimonions. En Praga, Lyra ayuda a un Hombre de Fuego a reencontrarse con su daimonion sirena (quien había sido raptada por un alquimista), mientras que en Constantinopla, es testigo de la conmoción ocurrida por el asesinato de san Simeón a manos de los “hombres de las montañas”. Como consecuencia de ello, el Magisterio celebra un Congreso de emergencia en Ginebra, donde Marcel Delamare sale elegido como líder absoluto del Magisterio, usando el asesinato del patriarca como excusa para acumular pleno poder y unir a todas las fuerzas del Magisterio bajo su mando. 
Al día siguiente, Lyra coge un ferry con destino a Esmirna, observando con horror cómo cientos de refugiados están huyendo de sus tierras ante el creciente ataque de los “hombres de las montañas”. Una vez en Esmirna, Lyra se encuentra con Bud Schlesinger (amigo de Malcolm y agente de Oakley Street) y su esposa Anita, quienes la ayudan a disfrazarse para que pase inadvertida. Si bien Lyra se propone esperar allí a Malcolm, finalmente termina cogiendo un tren en dirección a Seleukeia.
Malcolm, quien había tenido un encontronazo con Olivier Bonneville, consigue sonsacarle información sobre Delamare y se reúne con Bud y Anita. Bud lleva a Malcolm a reunirse con Ted Cartwright, un científico malherido que sobrevivió a la destrucción de la estación de investigación botánica de Tashbulak a manos de los “hombres de las montañas”. No obstante, antes de que pueda decirle a Malcolm toda la información sobre el incidente, es asesinado por la enfermera que lo cuidaba. Ésta dispara a Malcolm en la cadera y, posteriormente, se suicida antes de que puedan atraparla. 
Gracias a las investigaciones de Anita, Malcolm descubre que la enfermera trabajaba para Thuringia Potash, una compañía farmacéutica que ha estado financiando a "los hombres de las montañas" y suministrándoles armas, siendo ellos los responsables de toda la destrucción que ha estado sucediendo en las plantaciones de rosas. Malcolm se dispone a coger un tren con destino a Alepo en busca de Lyra, y debate con Asta (su daimonion) sobre un poema oriental llamado Jahan y Rukhsana, el cual, habla también de un “jardín de rosas” y de dos amantes que se reúnen en él y son bendecidos con el conocimiento. Partiendo de las similitudes que tiene el poema con su propia vida, Asta deduce que el poema en realidad está narrando la historia de Malcolm y de Lyra, así como su futuro. En ese mismo instante, a Malcolm empieza a dolerle la herida y, poco después, es encontrado inconsciente en medio de un charco de sangre. 
Lyra, quien también viajaba en tren, recibe un myriorama de un anciano bondadoso, quien la advierte de que tenga cuidado en su viaje a Seleukeia. No obstante, el tren se detiene en una parada y suben al vagón numerosos soldados, los cuales, agreden sexualmente a Lyra, aunque acaban malheridos por la feroz resistencia de la joven. En Seleukeia, Lyra recibe hospedaje de Chil-du y Yozdah (dos tayikos pobres que vendieron a sus daimonions) y ayuda del padre Burnaby, quien la dirige, a regañadientes, al Hotel Park, donde suelen acercarse vendedores de daimonions. Allí, Lyra contrata a un mercader llamado Abdel Ionides para que la lleve al Hotel Azul.
Días después, Lyra alcanza finalmente la extraña ciudad y se dirige hacia sus ruinas. Olivier Bonneville, quien la había estado siguiendo desde la lejanía, está a punto de dispararla cuando Ionides se lo impide, aconsejándole que la deje con vida por el momento, ya que será la clave de un gran tesoro que se encuentra a cinco mil kilómetros al este. Lyra es recibida en las ruinas por Nur Huda, quien le dice: «Te estábamos esperando». La novela termina con las palabras «Continuará...». 

## Publicación
Al lanzar La Bella Salvaje, Pullman anunció que La Comunidad Secreta estaba completa y dijo que esperaba sacarla un año después. La Comunidad Secreta toma su título de una compilación de folklore de Robert Kirk que Pullman ha dicho que es uno de sus libros preferidos.
En febrero de 2019, Penguin Books anunció que el libro se publicaría en Reino Unido el 3 de octubre de 2019. Un extracto ilustrado de la novela fue publicado en el Guardian en junio de 2019.
En España, la novela fue publicada el 19 de marzo de 2020.